# Nightprowler

Nightprowler est un jeu de rôle sur table médiéval-fantastique créé par Croc et la maison d'édition Siroz et publié par Asmodée en 1995. Les personnages-joueurs sont des hors-la-loi divers, du monte-en-l'air à l'assassin en passant par les mendiants et les prostituées.

## Le jeu
On peut y incarner les peuples classiques que sont les humains, nains ou elfes, auxquels s'ajoutent des hybrides : les gouris (homme-rat) inspirés des Skavens de Warhammer et les félis (homme-chat) repris d'un article paru dans la revue Casus Belli. L'appartenance à une culture et un gang a souvent autant d'importance que la race du personnage[réf. nécessaire].
L'univers du jeu peut faire penser au XIIIe ou au XIVe siècle, entre la prospérité économique et les dangereux conflits religieux. Il met l'accent sur l'entraide entre personnages pour surmonter les embûches d'une existence précaire. Les principales sources d'inspiration sont Le Cycle des Épées de Fritz Leiber, la période voleur de Conan et le jeu de rôle Warhammer[réf. nécessaire].
Olivier Caïra remarque que dans l'univers de Nightprowler, la magie n'est pas accessible aux personnages joueurs, ce qui montre la diversité d'univers et de jeux que dissimule l'étiquette unique du genre du "médiéval-fantastique" dans les années 1990.

## Première édition
La première édition est publiée par la société Siroz Productions (devenue Asmodée Éditions) en 1995. Avec plus de 360 pages, le livre de base décrit l'univers du jeu, les sociétés criminelles, les serrures et les pièges rencontrés par les voleurs, les intrigues au cœur des villes, les monstres, et la magie utilisée par les PNJ. Les personnages joueurs peuvent être choisis dans une seule classe, le voleur, mais parmi onze sous-classes différentes : agitateur, arnaqueur, assassin, cambrioleur, contrebandier, détrousseur, escamoteur, espion, garde du corps, monte-en-l'air, ou spadassin. Des compétences représentent les savoirs et savoir-faire des personnages dans divers domaines. Une action à l'issue incertaine est résolu avec un dé à 20 faces. Le système de combat, veut retranscrire l'ambiance des films de duel. Par rapport aux jeux médiévaux-fantastiques où une grosse arme est avantageuse, dans Nightprowler la dague a l'avantage car c'est l'arme discrète et rapide des hommes de l'ombre.

## Deuxième édition
La seconde édition du jeu est publiée par 2 Dés Sans Faces. Il s'agit d'une refonte complète du jeu, avec un système de règles différent, orienté vers la rapidité. L'histoire se passe vingt ans après la première édition et prend une tonalité plus sombre où les intrigues politiques, l'affrontement entre clans de bandits et riches familles, l'obscurantisme religieux et le racisme occupent une place de premier plan. L'apparition de la poudre redonne de l'importance à la science et il faut maintenant compter avec les inventeurs en plus des prêtres et des mages. Dans la première version les personnages étaient plus héroïques, mais dans cette deuxième édition ils commencent plus faibles, afin de sentir le danger du monde dans lequel ils vivent. Le livre de base est long de 336 pages et certains chapitres comme les pièges ou la magie ne sont que survolés. Le background reste détaillé et deux scénarios d'introduction clôturent l'ouvrage.
Un écran est paru en décembre 2006, illustré par Boris Courdesses et accompagné d'un livret contenant un erratum, des précisions et des règles optionnelles, ainsi que la suite du scénario du livre de base. Les règles optionnelles permettent de créer des personnages plus forts que ceux établis par le livre de base.

## Parutions

### Première édition
- Nightprowler : livre de base (1995)
- Écran (1995)
- Atlas des Sept Cités : Samarande (1996)
- Aventures à Samarande (1996)
- Aventures à Samarande II (1996)
- Mémoires de Sang (1997)

### Deuxième édition
- Nightprowler : livre de base (2006)
- Écran (2006)
- La Voix des Ombres no 1 : Trois pas vers le bagne (2007, recueil de scénarios)
- Atlas de Bejofa (2008)
- Un royaume sans oiseaux (2009, contexte et règles optionnelles, annoncé)
- La Voix des Ombres no 2 (2009, recueil de scénarios, annoncé)

## Accueil
Rétrospectivement, l'auteur du jeu, Croc, juge que celui-ci fait partie de ses « échecs » au même titre que Heavy Metal ou Scales. Il suppose que cet échec est dû au fait que le concept de base du jeu (jouer un voleur dans une ville médiéval-fantastique) ne se distinguait pas assez de ce qu'on pouvait déjà faire avec Donjons et Dragons.

## Adaptation en romans
Quatre romans, écrits par Pierre Pevel, sous le pseudonyme de Pierre Jacq, dont les trois premiers forment une trilogie, sont parus dans l'univers de la première édition. Le supplément Mémoires de Sang donne les caractéristiques des intervenants.

### TrilogieChroniques des sept cités
- 1996 : Premier sang, Asmodée[7]
- 1996 : La Voie du sang, Asmodée[8]
- 1997 : Le Prix du sang, Asmodée[9]

### Roman autonome
- 1998 : In memoriam, éditions du Khom-Eidon et Asmodée[10]